# Demony (film 2012)
Demony (ang. The Devil Inside) – amerykański horror z 2012 roku w reżyserii Williama Brenta Bella.

## Opis fabuły
W 1989 roku linia alarmowa 911 w South Hartford otrzymała mrożący krew w żyłach telefon od Marii Rossi, która przyznała się do brutalnego morderstwa trzech osób. 20 lat później jej córka Isabella chce odkryć całą prawdę o tym, co wydarzyło się tamtej nocy. W tym celu udaje się do Włoch, do szpitala dla umysłowo chorych przestępców, gdzie została zamknięta jej matka i miała być poddana badaniom.

## Obsada
- Fernanda Andrade jako Isabella Rossi
- Simon Quarterman jako Benji
- Evan Helmuth jako David
- Ionut Grama jako Mike
- Suzan Crowley jako Maria Rossi
- Bonnie Morgan jako Rosalita

## Produkcja
Zdjęcia kręcono w Rzymie, Watykanie i Bukareszcie.